# 2022년 토론토 블루제이스 시즌
2022년 토론토 블루제이스 시즌은 메이저리그의 프로 야구단 토론토 블루제이스의 2022년 시즌을 일컫는다. 찰리 몬토요 감독이 팀을 이끈 4번째 시즌이었으나 중도 경질되고 존 슈나이더 감독 대행이 잔여 시즌 동안 팀을 이끌었다. 팀은 아메리칸리그 동부지구 5팀 중 2위, 와일드카드 1위에 올라 포스트시즌에 진출했으나 와일드카드시리즈에서 시애틀 매리너스에게 2전 2패로 스윕을 당하며 탈락했다.

## 선수단
- 선발투수 : 마노아, 가우스먼, 스트리플링, 류현진, 해치, 베리오스, 기쿠치, 화이트
- 구원투수 : 펠프스, 배스, 심버, 메이자, 가르시아, 팝, 게이지, 손튼, 반다, 로모, 바스케스, 소시도, 보루키, 로렌스, 메리웨더, 리차즈
- 마무리투수 : 로마노, 카스티요, 그리핀, 프란시스, 케이, 비슬리, 앤더슨
- 포수 : 커크, 잰슨, 모레노, 하이네만
- 1루수 : 게레로, 카토
- 2루수 : 에스피날, 비지오
- 유격수 : 비솃, 로페즈
- 3루수 : 채프먼
- 좌익수 : 구리엘, 타피아
- 중견수 : 스프링어, 메리필드, 브래들리, 짐머
- 우익수 : 에르난데스
- 지명타자 : 콜린스, 카프라

## 같이 보기
- 2023년 토론토 블루제이스 시즌